# Le due facce dell'amore (serie televisiva)
Le due facce dell'amore è una serie televisiva italiana diretta da Maurizio Simonetti e Monica Vullo e trasmessa nel 2010 su Canale 5, e visto i bassi ascolti delle prime puntate, su La5. La serie, prodotta da Grundy Italia (che nel 2007 ha prodotto la versione spagnola per Telecinco) è un adattamento, pur svuotato di molti elementi basilari, della serie colombiana Sin tetas no hay paraíso, a sua volta tratta da un romanzo di Gustavo Bolivar Moreno.

## Trama
Dieci anni sono passati, e Alessandro Nucci detto il Duca,  tornato da Milano a Roma, è diventato un abile boss narcotrafficante di droga colombiana e propenso anche alla prostituzione, spietato e temuto da tutti. Il ricordo di un'innocenza perduta lo spinge a ritrovare Caterina Marconi, che adesso ha quasi 18 anni, anche se l'incontro con la ragazza non apre una possibilità di redenzione per il boss. Caterina è dolce, studiosa, responsabile, molto lontana dalla vita che conduce il Duca, ma questo non le impedisce di esserne perdutamente innamorata. Sulle tracce del Duca c'è l'incorruttibile e pignolo ispettore capo Diego Torre, amico di lunga data della famiglia di Caterina. Il poliziotto lo conosce da tempo, e sa di cosa può essere capace, ma forse è arrivato il momento di un confronto a lungo atteso. La passione che sta travolgendo Caterina, la spinge oltre i suoi principi: non invitata, partecipa a una festa di lusso, tra mafiosi e narcotrafficanti, dove si scontra con l'ambiente violento e brutale di Alessandro. Il Duca riesce a proteggerla dalla rabbia di chi la vorrebbe morta, ma questo forse non basterà. Tutto cambierà nella vita di entrambi e i due perderanno molte cose nel loro cammino. La vita di Caterina cambierà quando uccideranno suo fratello Giovanni e quando il Duca sarà sospettato di essere il mandante dell'omicidio e per questo sarà costretto nuovamente alla fuga insieme a Jessica Della Valle, un'amica di Caterina (da sempre innamorata del Duca) e una escort di lusso.

## Episodi
| nº                            | Rete     | Prima TV Italia  | Telespettatori | Share  |
| ----------------------------- | -------- | ---------------- | -------------- | ------ |
| 1. È l'amore che ti sceglie   | Canale 5 | 6 ottobre 2010   | 3.692.000      | 14,11% |
| 2. Così lontani così vicini   | Canale 5 | 13 ottobre 2010  | 3.303.565      | 12,66% |
| 3. All'inferno con te         | La5      | 20 ottobre 2010  | 450.000        | 1,62%  |
| 4. Un milione di km dal cuore | La5      | 27 ottobre 2010  | 655.000        | 2,35%  |
| 5. Cuori spezzati             | La5      | 3 novembre 2010  | 575.000        | 2,03%  |
| 6. Scelte obbligate           | La5      | 10 novembre 2010 | 621.000        | 2,26 % |

Il dato dell'ultima puntata rappresenta per La 5 un record in termini di ascolto.

## Distribuzione
La serie viene trasmessa a partire dal 6 ottobre 2010 su Canale 5, ma dopo gli scarsi risultati delle prime due puntate, la serie viene spostata su La 5, che però ancora non copriva l'intero territorio nazionale, che ne trasmette i restanti 4 episodi in "prima visione assoluta"; successivamente torna su Canale 5 in replica dal 3 luglio 2012  e viene sospesa nuovamente dopo aver appena trasmesso il primo episodio per i disastrosi dati d'ascolto poi viene nuovamente ricollocata in palinsesto dal secondo episodio ma in seconda serata a partire dal 15 luglio 2012 sempre su Canale 5.